# بطولة الأمير فيصل بن فهد للأندية العربية 2003 - الدور التمهيدي
هي الدور التمهيدي لبطولة كاس العرب للاندية 2002 التي أقيمت بجدة السعودية.
المجموعة 1
الاتحاد6🇸🇦
القادسية🇰🇼3
الوحدة🇸🇾0
المباريات
الاتحاد 4-1القادسية
القادسية2-1الوحدة
الوحدة0-7الاتحاد
المجموعة2
الاولمبي🇱🇾4
الملعب🇹🇳4
المريخ0🇸🇩
المباريات
الاولمبي0-0الملعب
الاولمبي2-0المريخ
الملعب4-3المريخ
المجموعة3
المغرب الفاسي4 🇲🇦
الاهلي🇧🇭3
الاقصى🇵🇸0
المباريات
المغرب3-0الاهلي
الفاسي
المغرب0-0الاقصى
الفاسي
الاهلي 7-0الاقصى
المجموعة4
الاهلي🇸🇦6
الافريقي3🇹🇳
الحسين اربد🇯🇴0
المباريات
الاهلي 3-0الحسين اربد
الاهلي6-0الافريقي
الافريقي2-0الحسين اربد